# Monay
Monay es una localidad y comuna francesa situada en la región de Franco Condado, departamento de Jura, en el distrito de Lons-le-Saunier y cantón de Sellières.
En Venezuela, específicamente en el estado Trujillo existe un poblado del Municipio Pampan que se llama "Monay", que pertenece a la parroquia La Paz, allí viven alrededor de 40.000 habitantes de los 52.000 que tiene el municipio. También en el continente africano existe un pueblo llamado Monay.

## Demografía
| 92 | 102 | 82 | 101 | 124 | 130 | 367 |
| Para los censos de 1962 a 1999 la población legal corresponde a la población sin duplicidades (Fuente: INSEE [Consultar]) |     |    |     |     |     |     |